# Státní znak Nového Zélandu
Státní znak Nového Zélandu byl této členské zemi Commonwealthu udělen roku 1911 králem Jiřím V., jeho současná podoba pochází z roku 1956. Právo na užívání znaku je vyhrazeno novozélandské vládě.

## Popis
Znak je tvořen čtvrceným štítem, v jehož prvním poli je vyobrazeno souhvězdí Jižního kříže (čtyři červené bíle lemované pěticípé hvězdy na modrém pozadí), ve druhém zlaté rouno na červeném pozadí (poukaz na význam chovu ovcí pro novozélandské hospodářství), ve třetím zlatý obilný snop na červeném pozadí (symbol zemědělství) a ve čtvrtém zkřížené zlaté mlátek a želízko na modrém pozadí (symbol těžby nerostů). Středem štítu prochází stříbrný kůl, na němž jsou vyobrazeny nad sebou tři černé plachetnice, vyjadřující důležitost mořeplavby pro novozélandskou historii. Klenotem znaku je koruna svatého Eduarda. Štítonoši jsou představitelé dvou etnických skupin obývajících Nový Zéland: zlatovlasá žena v bílé říze se státní vlajkou přes rameno (národní personifikace zvaná Zealandia) a maorský náčelník v ceremoniálním oděvu kaitaka, držící kopí taiaha. Postavy stojí na dvojici kapradin (Cyathea dealbata, novozélandská národní rostlina) nesoucích stuhu s nápisem New Zealand.

## Historie

Novozélandský znak (1911–1956)

Když se v roce 1907 stal Nový Zéland dominiem, byla vypsána soutěž na státní znak (do té doby se užíval státní znak Spojeného království, respektive znaky jednotlivých provincií), v níž byl ze sedmdesáti pěti uchazečů vybrán návrh kresliče na ministerstvu turistiky Jamese McDonalda, podaný pod pseudonymem Whakairo – původní nákres byl později upraven, aby ženská postava byla „cudnější“ a maorský válečník „méně hrozivý“. V roce 1956 byl na základě rozhodnutí komise vedené ministrem Jackem Marshallem znak upraven a nová podoba byla stanovena jako závazný standard: místo rostoucího lva nesoucího Union Jack se v klenotu objevila královská koruna (oficiální hlavou novozélandského státu je britská královna) a heslo na stuze „Onward“ (Kupředu) bylo nahrazeno názvem země. Také byla drobně pozměněna podoba obou štítonošů.
Předlohou postavy Zealandie byla původně Alice Spraggová, proslulá kráska z vyšší wellingtonské společnosti. Úprava z roku 1956 se inspirovala tehdy populární herečkou Grace Kellyovou.